# Nakarin Atiratphuvapat
Nakarin Atiratphuvapat (Khon Kaen, 17 de janeiro de 1996) é um motociclista tailandês, que atualmente compete na Moto3 pela Idemitsu Honda Team Asia, equipe dirigida pelo ex-piloto japonês Tadayuki Okada. 

## Carreira
Nakarin Atiratphuvapat fez sua estreia na Moto3 em 2017, pela equipe Honda Team Asia.. Seu melhor resultado na temporada foi um 11º lugar no GP do Japão, e terminou o campeonato em 25º, com 16 pontos.